# Cheese (Droge)

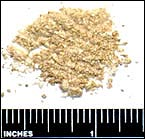
Konfisziertes Cheese

Cheese ist eine auf Heroin basierende Freizeitdroge, die 2005 in den USA aufgetaucht ist und die Aufmerksamkeit der Medien erreichte, nachdem einige Jugendliche 2006/2007 in der Metropolregion Dallas-Fort Worth starben.
Cheese ist ein Produkt aus Heroin und Erkältungsmitteln. Diese Erkältungsmittel enthalten Paracetamol und das Antihistaminikum Diphenhydramin. Die Proben aus North Dallas enthielten zwischen 2 und 8 % Heroin (in roher Heroinmasse sind durchschnittlich 30 % Heroin enthalten). Die meisten der Konsumenten bevorzugen es, die Drogen durch die Nase zu sich zu nehmen („sniffen“, „schniefen“), allerdings injizieren sich manche Konsumenten diese Droge auch intravenös. Ein anderer Ausdruck für Cheese ist „Tylenol with Smack“ (dt.: Tylenol mit Beigeschmack/mit Heroin).